# Хаджибей (поїзд № 108/107)
«Хаджибéй» —  З 12 грудня 2021 року поїзд скасовано нічний швидкий (НШ) фірмовий пасажирський потяг Одеської залізниці № 108/107 сполученням Одеса — Ужгород. 
Протяжність маршруту складала — 1032 км. 
На даний потяг є можливість придбати електронний квиток. 

## Історія
З 17 березня по 1 червня 2020 року потяг був тимчасово скасований через пандемію COVID-19.
З потягом «Хаджибей» щоденно курсували два вагони безпересадкового сполучення категорії РІЦ (№ 771/443) сполученням Київ — Прага. Об'єднання/роз'єднання вагонів відбувалися на станціях Хмельницький та Чоп.
З 2 листопада по 16 листопада 2020 року потягу скорочувався маршрут руху до станції Чоп.
З 12 грудня 2021 року поїзд скасовано

## Інформація про курсування
Потяг курсусував цілий рік, щоденно. На маршруті руху потяг здійснював зупинки на 22 проміжних станціях. Тривалі зупинки на станціях Подільськ, Жмеринка-Пас., Львів та Чоп. В межах міста Одеса потяг додатково зупинявся на станції Одеса-Застава I в обох напрямках.
| Розклад руху потяга «Хаджибей» до 12.12.2021 | Розклад руху потяга «Хаджибей» до 12.12.2021 | Розклад руху потяга «Хаджибей» до 12.12.2021 | Розклад руху потяга «Хаджибей» до 12.12.2021 | Розклад руху потяга «Хаджибей» до 12.12.2021 |
| Час прибуття                                 | Час відправлення                             | Станція                                      | Час прибуття                                 | Час відправлення                             |
| -------------------------------------------- | -------------------------------------------- | -------------------------------------------- | -------------------------------------------- | -------------------------------------------- |
| —                                            | 21:45                                        | Одеса                                        | 14:53                                        | —                                            |
| 02:20                                        | 02:53                                        | Львів                                        | 09:45                                        | 10:11                                        |
| 16:19                                        | —                                            | Ужгород                                      | —                                            | 20:02                                        |

Актуальний розклад руху вказано у розділі «Розклад руху призначених поїздів» на офіційному вебсайті «Укрзалізниці»

## Склад потяга
На маршруті курсувало два склади потяга формування ПКВЧД-3 станції Одеса-Головна.
Потяг складався з 16 пасажирських вагонів різного класу комфортності:
- 7 купейних вагонів (№№ 1—6, 8)[4];
- 1 вагон класу «Люкс» (№ 7)[5].;
- 8 плацкартних вагонів (№ 9—16);
  - 1 вагон РІЦ (призначається окремою вказівкою).

Вагон безпересадкового сполучення категорії РІЦ (№ 25/382) сполученням Київ — Кошиці. Об'єднання/роз'єднання вагонів здійснюється на станціях Львів та Чоп.
Максимально встановлена схема потягу не більше 17 вагонів. Схема потяга могла відрізнятися від наведеної в залежності від сезону (зима, літо). Актуальну схему на обрану дату поїздки є можливість дізнатися в розділі «On-line резервування та придбання квитків» на офіційному вебсайті «Укрзалізниці».
Нумерація вагонів при відправленні з Одеси та Ужгорода починалася з голови потяга.

## Події
12 вересня 2020 року у поїзді №107/108 сполученням Ужгород — Одеса нетверезий пасажир влаштував бійку. Стверджується, що чоловік пошкодив руку і залив своєю кров'ю тамбур вагона. Його висадили на станції Воловець, де передали медичним працівникам. В Укрзалізниці вже підтвердили факт цього інциденту. Зараз у ній проводиться службове розслідування. Члени спеціальної комісії опитали всіх причетних і свідків того, що сталося. Крім того, в сертифікованому медичному закладі було проведено медичний огляд всіх працівників поїзної бригади на предмет алкогольного сп'яніння.
4 лютого 2021 року сталося ДТП біля Стрия, що брали участь вантажний мікроавтобус і потяг № 107. Водія вантажного мікроавтобусу доставили в Стрийську міську лікарню, а локомотивна бригада і пасажири не постраждали. Потяг запізнився на 2 години. Інші потяги не запізнювались.